# Liste der Kulturdenkmäler in Aguilar de Campoo
Die Liste der Kulturdenkmäler in Aguilar de Campoo führt alle als Bien de Interés Cultural (BIC) aufgeführten Kulturdenkmäler in der spanischen Gemeinde Aguilar de Campoo auf. 
| Bild                          | Bezeichnung                                 | Lage                                        | Beschreibung              | Bauzeit | Eingetragen seit | Denkmal- nummer |
| ----------------------------- | ------------------------------------------- | ------------------------------------------- | ------------------------- | ------- | ---------------- | --------------- |
| weitere Bilder                | Casa Rectoral                               | Karte                                       |                           |         |                  | RI-51-0001077   |
| weitere Bilder                | Convento de Santa Clara                     | Karte                                       |                           |         |                  | RI-51-0001194   |
| weitere Bilder                | Kirche Santa Cecilia                        | Karte                                       |                           |         |                  | RI-51-0001457   |
| weitere Bilder                | Kloster Santa María la Real                 | Karte                                       |                           |         |                  | RI-51-0000139   |
| BW                            | Puerta de Reinosa                           | Karte                                       |                           |         |                  | RI-51-0000311   |
| weitere Bilder                | Kirche Santa Eulalia                        | im Ortsteil Barrio de Santa María Karte     |                           |         |                  | RI-51-0001652   |
| weitere Bilder                | Kirche La Asunción                          | im Ortsteil Barrio de Santa María Karte     |                           |         |                  | RI-51-0007356   |
| weitere Bilder                | Pfarrkirche San Andrés                      | im Ortsteil Cabria Karte                    |                           |         |                  | RI-51-0008320   |
| BW                            | Ermita de San Pedro                         | im Ortsteil Canduela Karte                  |                           |         |                  | RI-51-0008653   |
| weitere Bilder                | Historischer Ortskern von Aguilar de Campoo | Karte                                       |                           |         |                  | RI-51-0000069   |
| BW                            | Kirche San Martín                           | im Ortsteil Matalbaniega Karte              |                           |         |                  | RI-51-0008321   |
| weitere Bilder                | Kirche San Salvador                         | im Ortsteil Pozancos Karte                  |                           |         |                  | RI-51-0007379   |
| weitere Bilder                | Kirche San Martín                           | im Ortsteil Quintanilla de la Berzosa Karte |                           |         |                  | RI-51-0007375   |
| weitere Bilder                | Monasterio de Santa María la Real           | im Ortsteil Mave Karte                      |                           |         |                  | RI-51-0000823   |
| weitere Bilder                | Kirche Santa Cecilia                        | im Ortsteil Vallespinoso de Aguilar Karte   |                           |         |                  | RI-51-0001236   |
| Pfarrkirche San Juan Bautista | Pfarrkirche San Juan Bautista               | im Ortsteil Villavega de Aguilar Karte      | erbaut im 12. Jahrhundert |         |                  | RI-51-0007376   |
| weitere Bilder                | Ausgrabungen auf dem Monte Cildá            | Karte                                       |                           |         |                  | RI-55-0000402   |